# Тлушч
Тлушч (пољ. Tłuszcz) град је у Пољској у Војводству мазовском. По подацима из 2012. године број становника у месту је био 7960.

## Становништво
| 2012. |
| ----- |
| 7.960 |